# Герта Обергойзер
Герта Обергойзер (нім. Herta Oberheuser; 15 травня 1911, Кельн — 24 грудня 1978, Лінц-ам-Райн) — нацистський лікар, обвинувачена на Нюрнберзькому процесі над лікарями.

## Біографія
Народилася 15 травня 1911 року в родині інженера в Кельні. Надалі жила в Дюссельдорфі. Навчалася медицині в Бонні та Дюссельдорфі. Сім'я Герти Обергойзер була небагатою, в зв'язку з чим вона повинна була сама заробляти на навчання. У 1937 році отримує диплом лікаря і приступає до роботи в фізіологічному інституті Бонна. У 1940 році стає лікарем-дерматологом. В процесі навчання проводила вівісекції і експерименти на тваринах.
У 1937 році вступила в НСДАП. Згодом вступила в Націонал-соціалістичну сестринську спілку, спілку лікарів націонал-соціалістів.
У 1940 році, прочитавши оголошення в газеті про вакансії лікаря-жінки для концтабору Равенсбрюк, подала свою заявку і була прийнята. У концтаборі Равенсбрюк працювала з початку 1941 по літо 1943 року. Потім переведена хірургічною асистенткою в лікарню Гоенліхена під керівництвом Карла Гебхардта, де і працювала до закінчення війни.

### Експерименти над людьми в концтаборі Равенсбрюк
Медичні експерименти в концтаборі Равенсбрюк були спрямовані на дослідження життєвих функцій людини в екстремальних станах. На ув'язнених моделювалися ситуації, що виникають під час бойових дій: переохолодження, обмороження, серйозні поранення. Відповідні пошкодження наносилися піддослідним, після чого проводилося лікування з використанням експериментальних препаратів.
Серед інших дослідів проводилося дослідження впливу сульфаніламіда на ранову інфекцію. Поштовхом до дослідження цього препарату послужила смерть керівника протекторату Богемії і Моравії Рейнгарда Гейдріха, загиблого не стільки від отриманих під час замаху поранень, як від розвитку ранової інфекції. Жертвам наносилися рани, в які імплантували різні сторонні предмети (шматки дерева, іржаві цвяхи, уламки скла, бруд або тирса). Після цього використовувалися досліджувані препарати і аналізувалися результати лікування. Практично всі піддослідні в ході проведення експерименту гинули.
Керівником цих експериментів був Карл Гебхардт, а безпосередніми виконавцями Фріц Фішер, Людвіг Штумпфеггер і Герта Обергойзер. Герті Обергойзер така робота, мабуть, подобалася, оскільки вона брала на себе також частину роботи своїх колег, деякі з яких ухилявся від проведення дослідів на людях. В її обов'язки також входили відбір жінок-ув'язнених для експериментів, асистування при проведенні калічать операцій, подальше спостереження за піддослідними. Також, після відповідного лікування, Обергойзер умертвляли хворих, вводячи їм різні препарати, що згодом представляла як акт милосердя («евтаназію»).
За свідченнями сучасників, Обергойзер сприймала пацієнток як піддослідних кроликів, а не людей.
Також брала участь в дослідженні проведення абортів на пізніх термінах.

### Нюрнберзький процес над лікарями
Обергойзер виявилася єдиною обвинуваченої жінкою на процесі. В ході процесу вона наполягала на тому, що жінка не може здійснювати такі жахливі злочини. Також вона пояснювала свої дії тим, що участь в експериментах для засуджених до смерті було єдиним шансом на порятунок (в разі їх виживання), оскільки в разі відмови і активної протидії дослідам жінкам загрожувала смертна кара.
За військові злочини і злочини проти людства, суд засудив Обергойзер до 20 років тюремного ув'язнення. 31 січня 1951 термін був знижений до 10 років. 4 квітня 1952 року звільнена достроково.

### Повернення до цивільного життя
Після звільнення спочатку працювала лікарем в Штокзее і одночасно в госпіталі іоаннітів в Плені. У 1956 році була пізнана однієї з колишніх ув'язнених Равенсбрюка. Після цього була звільнена з госпіталю іоаннітів. Одночасно їй були пред'явлені повторні звинувачення судом Кіля. Оскільки за одні й ті ж злочину не можна бути засудженим двічі, звинувачення і подальший процес викликали суспільний резонанс і численні акції протесту колишніх ув'язнених. Після звільнення з лікарняних установ відкрила приватну лікарську практику, однак на тлі безперервних протестів була змушена припинити медичну діяльність. У 1965 році переїхала в Бад-Гоннеф. Померла 24 січня 1978 року на прилеглому містечку Лінц-ам-Райн.